# 朴寛用

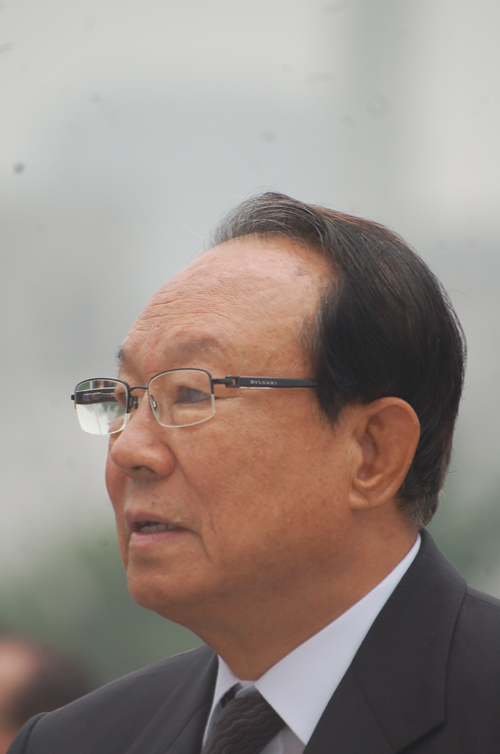
朴寛用(2010年)

朴 寛用（パク・クァニョン、朝鮮語: 박관용、1938年6月6日 - ）は、大韓民国の政治家。第11・12・13・14・15・16代大韓民国国会議員、第16代国会後半期の国会議長、現・国民の力常任顧問。本貫は密陽朴氏。号は栢山（백산）。カトリック教徒。

## 生涯
1938年、日本統治時代の朝鮮の慶尚南道東莱郡で生まれた。東莱高等学校、東亜大学校政治外交学科、漢陽大学校行政大学院卒業。東亜大学校在学中だった1960年、李承晩政権に不満を示す四月革命に参加し、その縁で政界に入った。
朴正煕政権時代、野党だった新民党所属の国会議員李基沢の秘書官を務め、政治活動をしていた。1980年の第五共和国発足以降、上司だった李基沢が軍部政権によって政治規制者に指定され、活動に制約を受けることになったため、李の選挙区で自身の故郷でもある釜山広域市東莱区選挙区を譲り受け、第11代総選挙で野党の民主韓国党から出馬し当選した。 以後、同一選挙区から第16代総選挙まで6回連続当選した。
1987年、釜山地域で圧倒的な支持を受けていた金泳三が統一民主党を結成すると、同党に党籍を移した朴は3選議員として党内の重鎮になったため、国会統一政策特別委員会委員長を務めることになり、以後3党合同により与党民主自由党所属の国会議員になった。
1992年に執行された第14代総選挙では全国最多得票で当選した記録を立て、1993年2月25日の金泳三政権発足以後、大統領秘書室長職に任命された。国会法などに基づき国会議員との兼職が禁止されるため、国会議員を辞任した。大統領秘書室長の任期を終えた後は、1996年執行された第15代総選挙に与党の新韓国党からまた釜山東莱区選挙区で出馬し、再び当選した。
第16代総選挙当選後、朴はハンナラ党所属の院内最多選議員になったが、第16代国会でハンナラ党は野党だった。しかし、金大中政権の後期に金大中・金鍾泌連合の破棄で与党が分裂し、ハンナラ党は院内の多数議席を占めることができるため、韓国国会の慣例によって朴が第16代国会後半期の議長職を引き受けることになった。第六共和国初の野党出身の国会議長となったため、任期末の2004年3月に発生した盧武鉉大統領の弾劾事態当時、国会議長の朴がハンナラ党側の大統領弾劾訴追案の可決を宣言した。
国会議長任期満了後に実施された第17代総選挙に不出馬し、政界を引退した。これは現在の韓国国会議長が任期満了後、政界を引退する慣行の嚆矢である。以後、ハンナラ党およびその後身政党の常任顧問に委嘱され、2022年現在は存命中の元国会議長の中で最も精力的に行動する人物だと思われる。2007年大統領選当時の盧武鉉政権の失策でハンナラ党への政権交代論が圧倒的だった状況で、ハンナラ党内候補選挙で李明博と朴槿恵の両候補は激しく争った中、朴は予備選挙管理委員長を務め、李明博に決定したことを内外に知らせる役割を担った。その後、歴代の保守政党の指導部からの常任顧問の招請に応じ、朴は高齢にもかかわらず、党内行事に参加するだけでなく、国レベルの選挙で党所属候補の応援演説に参加し、マスコミとのインタビューも定期的に行い、韓国保守政界の元老としての役割を担っている。
一方、盧武鉉の自殺を引き起こしたスキャンダル、いわゆる「朴淵次ゲート」に関わる司法機関の捜査途中に、元議長の朴が朴淵次から不法の政治資金を受け取った事実が発覚し、裁判を受けることになった。2010年10月14日、大法院が罰金15万円及び追徴金95万円の納付を命じる一審の有罪判決の確定を宣告した。ただし、禁固刑以上の刑を受けていないため、関連法上の礼遇喪失規定には該当せず、元国会議長としての特権はそのまま享受できるようになった。